# Immobilien-Lebenszyklus-Management
Immobilien-Lebenszyklus-Management (ILM) ist ein Begriff aus der Immobilienwirtschaft und umfasst das Management aller Kernprozesse rund um Planung, Bau, Betrieb und Vermarktung von Immobilien (Immobilien-Lebenszyklus). Der Lebenszyklus einer Immobilie beginnt mit der Planungs- und Realisierungsphase, wird fortgeführt mit dem Gebäude- und Instandhaltungsmanagement und endet mit dem Abriss/Rückbau oder der Weiterverwertung des Objektes.
An der Fachhochschule Münster, Fachbereich Architektur wurde 2007 zunächst als Stiftungslehrstuhl, später als planmäßiger Lehrstuhl, das Lehr- und Forschungsgebiet Immobilien-Lebenszyklus-Management und Facility Management eingerichtet. Aspekte des Green Building und der Nachhaltigkeit fließen in die Arbeit ein.